# ナショナル ジオグラフィック (雑誌)

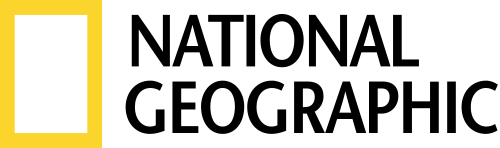
ロゴマーク

『ナショナル ジオグラフィック』（National Geographic）は、ナショナル ジオグラフィック協会が発行する月刊誌。世界で最も多く読まれている雑誌のひとつ。創刊は1888年で、『National Geographic Magazine』として協会創設後9カ月後に公式雑誌として刊行された。
月刊誌として年間12冊発行されており、それに加えて付録の地図を発行している。また、時に特別号も発行している。地理学、人類学、自然・環境学、ポピュラーサイエンス、歴史、文化、最新事象、写真などの記事を掲載している。現在の編集長はスーザン・ゴールドバーグ（Susan Goldberg）。
世界中で36カ国語で発行されており、180か国以上で850万人が定期購読している。日本語版の発行部数は約8万4千部（日本ABC協会2009年公査部数)であり、読者は首都圏のみで42％を超える。また、読者の平均世帯年収（SA）が高く、日本における高級誌の一角を占めている。
2007年、2008年、2010年の3回、American Society of Magazine Editors（ASME）の（発行部数200万部以上の部で）General Excellence Awardを受賞。2010年には報道写真とエッセイの部門で最高ASME賞も受賞している。

## 歴史
National Geographic Magazineの創刊号は、協会が創設されたわずか8カ月後の1888年9月22日に発行された。ナショナル ジオグラフィックの特徴は学術誌でありながら絵や写真を多用した雑誌だという点で、1905年1月号に掲載されたロシア帝国の2人の探検家Gombojab TsybikovとOvshe Norzunovによるチベット探検時の写真をページ全面の大きさで掲載したことにその特徴がよく現れている。1985年7月号の表紙には、アフガニスタンの13歳の少女Sharbat Gulaの写真が使われ、同誌の歴史上最も有名なイメージの1つとなっている。
ナショナル ジオグラフィックは1997年、それまでの100年以上の同誌の内容をデジタル化してCD-ROMとDVDに収めたThe Complete National Geographicを発売したが、個々の写真や記事や絵の著作権者の許諾を得ていないとしていくつかの訴訟を起こされ、裁判が長く続いた。連邦裁判所でナショナル ジオグラフィックが紙の雑誌の電子的複製を作る権利を有することを認める2つの判決が下され、2008年12月に合衆国最高裁判所が上告を棄却した。これを受けてナショナル ジオグラフィックは1888年から2008年12月号までのバックナンバーを全て収めた新たな版のThe Complete National Geographicを2009年7月に発売した。翌年には2009年のぶんを追加した版をリリース。以前の版を購入した人向けに追加した部分だけを収めたディスクも発売している。今後も毎年電子版を発売する予定だという。
2006年、ナショナル ジオグラフィックのライターPaul Salopekが取材のためスーダンに査証なしで入国し、スパイなどの疑いで逮捕された。ナショナル ジオグラフィックとSalopekが記事を書いていたシカゴ・トリビューンがスーダン政府に働きかけ、最終的にSalopekは釈放された。
2023年6月27日に最後まで社員として所属していた専門ライターを全員解雇し、以降の記事はフリーランスのライターに委託するか、編集者がつなぎ合わせて作成されることとなった。また2024年からはアメリカ合衆国国内のニューススタンドでの販売を取りやめる。

## 記事
冷戦時代、同誌は中立的立場を表明し、鉄のカーテンを超えて自然地理学と人文地理学の見方を提示するとしていた。同誌はベルリン、占領下のオーストリア、ソビエト連邦、中華人民共和国については、政治色を薄めて文化に焦点を合わせた記事を掲載した。宇宙開発競争を扱う際には、核兵器開発の関係をほとんど扱わず、科学的側面だけに焦点を合わせた。
その後、環境、森林破壊、化学汚染、地球温暖化、絶滅危惧種などの問題をよく扱うようになった。連載記事では特定の金属、宝石、農作物などの歴史や多様な用途を扱ったり、考古学上の発見を扱ったりしている。時折、特定の国、過去の文明、枯渇が危惧されている天然資源などのテーマで特集を組むこともある。最近ではナショナル ジオグラフィック協会は異なった主題を扱ういくつかの雑誌を別に立ち上げている。

## 写真

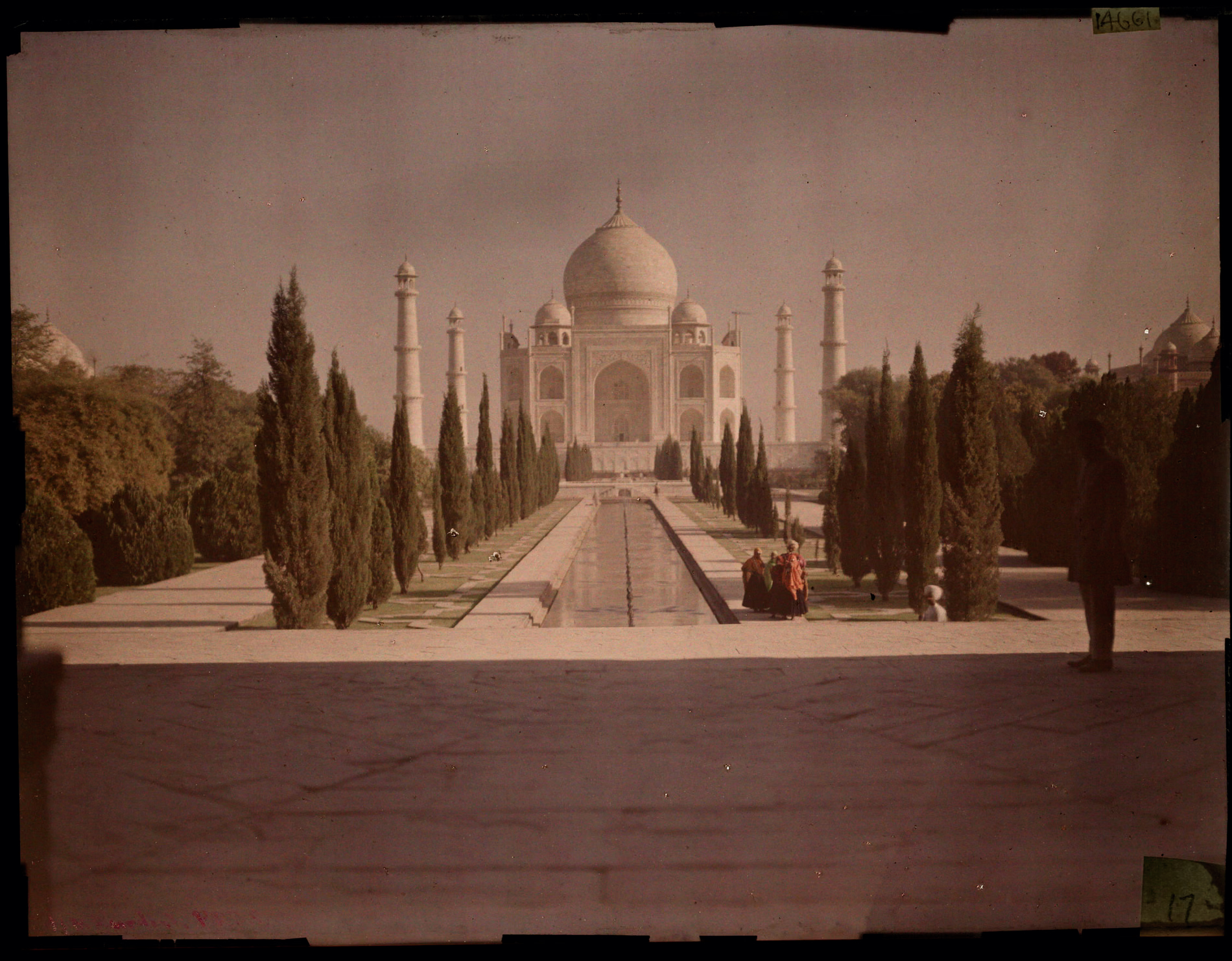
タージ・マハルのカラー写真。出典:The National Geographic Magazine 1921年3月号

最高品質の記録写真を掲載してきたことでも知られている。写真の掲載基準はきわめて厳格で、カメラマンの撮影してきた大量の写真のうち、誌面に載るのは1万枚から1-2枚という。また技術革新への対応も意欲的で、三脚と写真乾板を使う大きなカメラから35mmリバーサルフィルムへ、白黒写真からカラーへ、銀塩フイルムからデジタル写真への移行も迅速に行った。2006年、ナショナル ジオグラフィックは国際的な写真コンテストを開催し、18カ国から写真が集まった。雑誌に掲載された写真は、写真集として出版されることもある。ナショナル ジオグラフィック発祥の写真のスタイルとして Red Shirt School of Photography と呼ばれるものがある。近年では雑誌に寄稿した写真家による写真のハウツー本なども発行している。特にシリーズ化された「プロの撮り方」は「風景」「野生動物」「旅行写真」などのシチュエーション別だけでなく、「露出」「構図」「画像編集」など専門的な内容も出版されている。

## 地図
記事を補足するため、対応する地域の地図が雑誌に付属することがある。
ナショナル ジオグラフィック協会は1915年にNational Geographic Maps部門（当初の名称はCartographic Division）を創設。同誌初の付録地図は1918年5月号のもので、第一次世界大戦で海外に赴いた兵士とその家族のためのThe Western Theatre of Warと題した地図だった。協会の地図アーカイブは、自前の地図製作予算が限られているアメリカ合衆国政府が利用することもあった。アメリカ合衆国大統領フランクリン・ルーズベルトのホワイトハウスの地図室にはナショナル ジオグラフィック製の地図が多数あった。ロンドンのチャーチル博物館は、ウィンストン・チャーチル自身がヤルタ会談で書き込みをしたナショナル ジオグラフィック製のヨーロッパ地図を展示している。
2001年、1888年から2000年12月号までの全ての地図を収めたCD-ROM8枚セットが発売された。印刷した地図はNGMapcollection.comで入手できる。

## 各国語版
1995年4月、英語以外の初の定期刊行の外国語版として日本語版の発行が開始された。今では世界中で32カ国語版が発行されている。英語のほかにブルガリア語、中国語（簡体字と繁体字）、クロアチア語、チェコ語、デンマーク語、オランダ語、フィンランド語、フランス語、ドイツ語、ギリシャ語、ヘブライ語と Orthodox Hebrew 版、ハンガリー語、インドネシア語、イタリア語、日本語、韓国語、ノルウェー語、ポーランド語、ポルトガル語（2つ）、ルーマニア語、ロシア語、セルビア語、スロベニア語、スペイン語（2つ）、スウェーデン語、タイ語、トルコ語がある。33番目の言語版が2009年9月24日、リトアニアで発行された。2010年10月にはアブダビでアラビア語版が発行され、これでナショナル ジオグラフィックは34カ国語で発行されていることになった。
| 言語                            | ウェブサイト                        | 編集長                | 創刊号                                       |
| ------------------------------- | ----------------------------------- | --------------------- | -------------------------------------------- |
| 英語                            | www.nationalgeographic.com/magazine | Chris Johns           | 1888年10月                                   |
| 日本語                          | natgeo.nikkeibp.co.jp               | 藤田宏之              | 1995年4月（4月より前に創刊前特別号もあった） |
| スペイン語（スペイン）          | www.nationalgeographic.com.es       | Josep Cabello         | 1997年10月                                   |
| スペイン語（ラテンアメリカ）    | www.ngenespanol.com                 | Omar Lopez            | 1997年11月                                   |
| イタリア語                      | www.nationalgeographic.it           | Guglielmo Pepe        | 1998年2月                                    |
| ヘブライ語                      |                                     | Daphne Raz            | 1998年6月（Orthodox Hebrew 版は2007年4月）   |
| ギリシャ語                      |                                     | Maria Atmatzidou      | 1998年10月                                   |
| ドイツ語                        | www.nationalgeographic.de           | Erwin Brunner         | 1999年10月                                   |
| フランス語                      | www.nationalgeographic.fr           | François Marot        | 1999年10月                                   |
| ポーランド語                    | www.national-geographic.pl          | Martyna Wojciechowska | 1999年10月                                   |
| 韓国語（大韓民国）              | www.natgeokorea.com                 | Kay Wang              | 2000年1月                                    |
| ポルトガル語（ブラジル）        |                                     | Matthew Shirts        | 2000年5月                                    |
| スウェーデン語                  | natgeo.se                           | Karen Gunn            | 2000年9月                                    |
| デンマーク語                    | natgeo.dk                           | Karen Gunn            | 2000年9月                                    |
| ノルウェー語                    | natgeo.no                           | Karen Gunn            | 2000年9月                                    |
| オランダ語（オランダ/ベルギー） | www.nationalgeographic.nl           | Aart Aarsbergen       | 2000年10月                                   |
| 中国語（台湾）                  |                                     | Roger Pan             | 2001年1月                                    |
| フィンランド語                  | natgeo.fi                           | Karen Gunn            | 2001年1月                                    |
| ポルトガル語（ポルトガル）      | nationalgeographic.sapo.pt          | Gonçalo Pereira       | 2001年4月                                    |
| トルコ語                        | www.nationalgeographic.com.tr       | Nesibe Bat            | 2001年5月                                    |
| タイ語                          | ngthai.com                          | Kowit Phadungruangkij | 2001年8月                                    |
| チェコ語                        | www.national-geographic.cz          | Tomáš Tureček         | 2002年10月                                   |
| ルーマニア語                    | www.natgeo.ro                       | Cristian Lascu        | 2003年5月                                    |
| ロシア語                        | www.nat-geo.ru                      | Andrei Doubrovski     | 2003年10月                                   |
| クロアチア語                    |                                     | Hrvoje Prćić          | 2003年11月                                   |
| インドネシア語                  | nationalgeographic.grid.id          | Yunas Santhani Azis   | 2005年3月                                    |
| ブルガリア語                    | www.nationalgeographic.bg           | Krassimir Drumev      | 2005年11月                                   |
| スロベニア語                    | www.nationalgeographic.si           | Marija Javornik       | 2006年4月                                    |
| セルビア語                      | www.nationalgeographic.rs           | Igor Rill             | 2006年11月                                   |
| 中国語（中国）                  | www.ngchina.com.cn                  | Ye Nan                | 2007年7月                                    |
| リトアニア語                    | www.nationalgeographic.lt           | Frederikas Jansonas   | 2009年10月                                   |
| アラビア語                      | www.ngalarabiya.com                 | Mohammed Al-Hamady    | 2010年10月                                   |

ヘブライ語版はイスラエルで発行されている。2005年4月Gramedia Majalahがインドネシア語版を発行し始め、同年11月Sanoma Publishingとの共同出資でブルガリア語版の発行が始まった。2006年5月にはRokusがスロベニア語版の発行を開始。セルビア語版はSanomaとGruner + Jahrの共同出資で2006年11月号から始まった。北京のTrends PublicationsとIDG Asiaの提携により、2007年7月号から北京での中国語版の発行が始まった。
アメリカでは最近までナショナル ジオグラフィック協会の会員にならないとこの雑誌を入手できなかったが、各国語版は雑誌として一般の書店でも購入でき、定期購読も申し込める。ハンガリー、スロベニア、クロアチア、トルコといった国では定期購読しかなかったが、最近では書店でも購入できるようになった。

### ナショナルジオグラフィック日本版
1994年9月に株式会社日経ナショナル ジオグラフィックは、株式会社日経BPと米国ナショナル ジオグラフィック協会の共同出資により、設立された。1995年4月にナショナルジオグラフィック日本版が創刊された。かつて、日本語版のWebサイトはこれまで、ルネサンス・アカデミー（ソフトバンクグループであるブロードメディアの関連会社）が運営しているサイトと、雑誌の発行元である日経NNG社が運営しているサイトと並立していたが、2015年1月から日経NNG社が運営するWebサイトに統合された。

#### 日経ナショナルジオグラフィック写真賞
国際的に活躍できるドキュメンタリー写真家を発掘するために、2012年から開催されている写真賞。すべての写真からグランプリを決める他、ネイチャーとピープルの２部門からそれぞれ最優秀賞を各1点、優秀賞を決める。受賞者はニューヨークで個展を開く権利が与えられる。主催は株式会社日経ナショナル ジオグラフィック、特別協賛はキヤノン株式会社。
| 回 | 年度 | グランプリ                                            | ネイチャー部門最優秀賞                               | ピープル部門最優秀賞               |
| -- | ---- | ----------------------------------------------------- | ---------------------------------------------------- | ---------------------------------- |
| 1  | 2012 | 前川貴行「密林のチンパンジー」                        | 山下隆文「海からの伝言」                             | 清水健「チベット族」               |
| 2  | 2013 | 宮武健二「輝く光景」                                  | 平田晃一「Fly Away」                                 | 清水哲郎「携帯電話」               |
| 3  | 2014 | 竹沢うるま「スピティ谷の女」                          | 林昌尚「待ち伏せ」                                   | 飯塚明夫「e-waste 廃棄場の労働者」 |
| 4  | 2015 | 八木豪彦「88歳の現役医師」                            | 坂本昇久「アシナガキンバエを捕食するカラスハエトリ」 | 吉田亮人「Shipyard」               |
| 5  | 2016 | 峯水亮「 儚くも、逞しく生きる小さな生き物たちの世界」 | 古見きゅう「白化現象の記録」                         | 三井昌志「輝く汗と汚れた手」       |
| 6  | 2017 | 粕谷徹「 命をつなぐ」                                 | 湯淺光則「森の小宇宙」                               | 北原ふみえ「冬のザンスカール谷」   |
| 7  | 2018 | 三井昌志「Our Land〜残されたロヒンギャの日常〜」      | 大竹英洋「北の森に生きる」                           | 西野嘉憲「海に生きる人」           |
| 8  | 2019 | 龍神孝介「クシュティ」                                | 山田耕熙「野生の虎 ー際に立たされた存在ー」          | 高橋朝彦「ザグロス山脈に生きる」   |
| 9  | 2021 | 該当者なし                                            | 該当者なし                                           | 大竹英洋「アニシナベのムース狩り」 |

※2020年は新型コロナウイルス感染症蔓延のため中止。

## 賞
2008年5月1日、アメリカの雑誌業界で雑誌の記事内容に対して授与されるNational Magazine Awardsを3部門で受賞した。レポート部門では、Peter Hesslerの中華人民共和国の経済に関する記事が受賞。報道写真部門ではJohn Stanmeyerの第三世界におけるマラリアに関する写真が受賞。さらに一般優秀部門で名誉賞を受賞。

## 批判
Linda Steet は著書 Veils and Daggers: A Century of National Geographic's Representation of the Arab World でナショナル ジオグラフィックについて次のように批判している。
男権主義的修辞技法、異文化の接触を一方的観点で見ること、世界を階層化された構造として見ていながら客観性を主張していること。
LutzとCollinsは著書Reading National Geographicで、ナショナル ジオグラフィックにはアメリカの既成の体制と密接な関係があり、政府高官や企業の利権と密接に関連していると主張した。Reading National Geographicでは、掲載された写真が電子的に編集されている例を挙げている。上半身が裸のポリネシアの女性の写真は、肌の色を暗くしていた。肌の色が明るい女性をトップレスで撮影した写真が同誌に掲載されたことはない。同書ではまた、ナショナル ジオグラフィックのカメラマンが被写体の人物の衣装が暗すぎると感じると、もっと明るい色の衣装に着替えるよう勧めた方法を記している。1950年から1986年までの同誌に掲載された写真を分析し、同書の著者は次のようなテーマがあると主張している。
第三世界の人々は異国的なものとして描かれる。理想化され、1つの歴史観に沿った形にそぎ落とされ、性的特色を付与される。こういったテーマは戦後の一時期に隆盛を迎え、その後衰退したが、完全になくなったわけではない。
Rothenbergはナショナル ジオグラフィックが主流大衆文化の一部であるとし、歴史的には古いヨーロッパや西洋以外の未開地とは異なるものとしてアメリカのアイデンティティを明確化することに貢献したとしている。それは、市民的でテクノロジー的に優越したものだが、同時に温和で友好的なアイデンティティである。

## ギャラリー

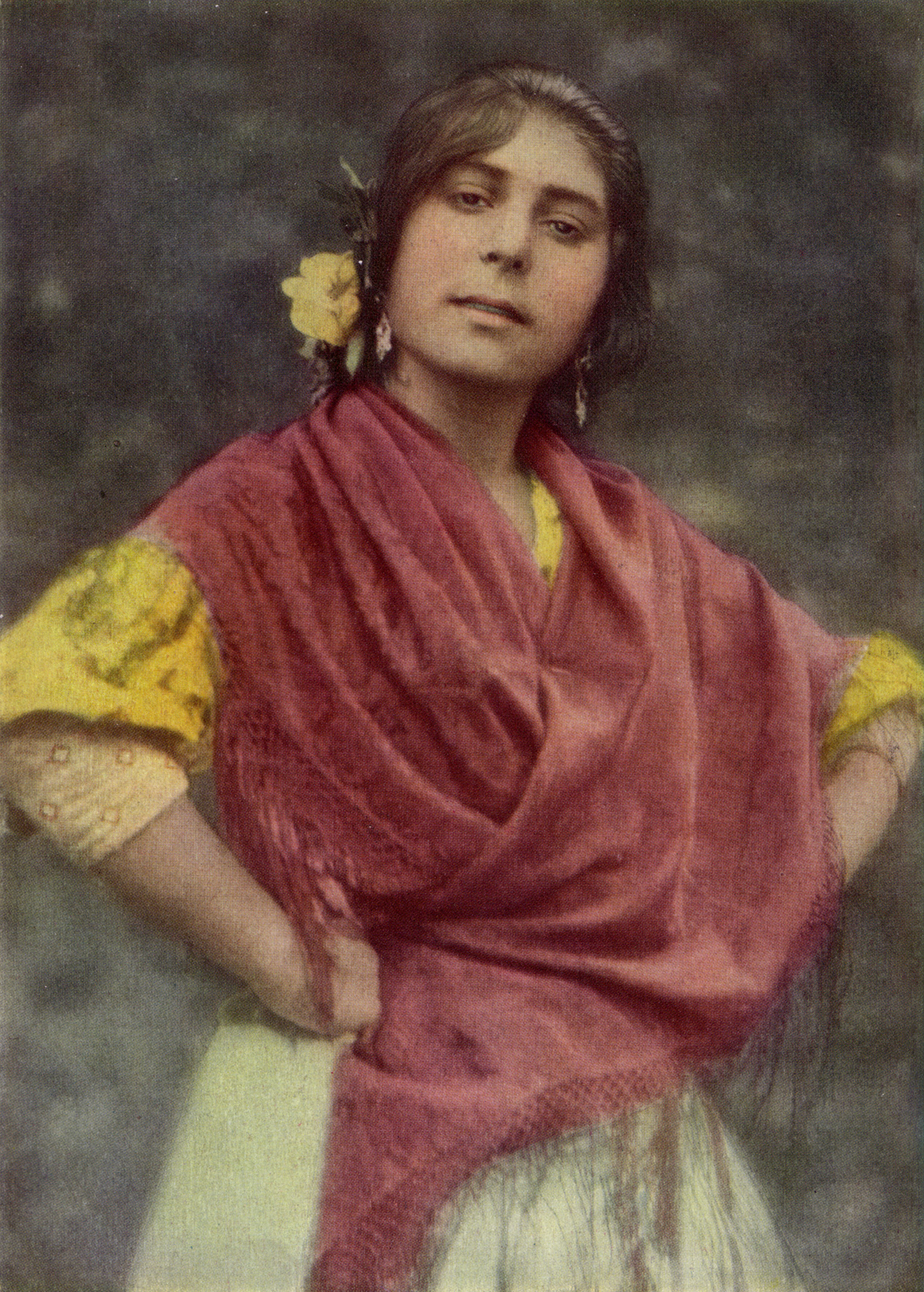
スペインのジプシー（National Geographic Magazine 1917年3月号）
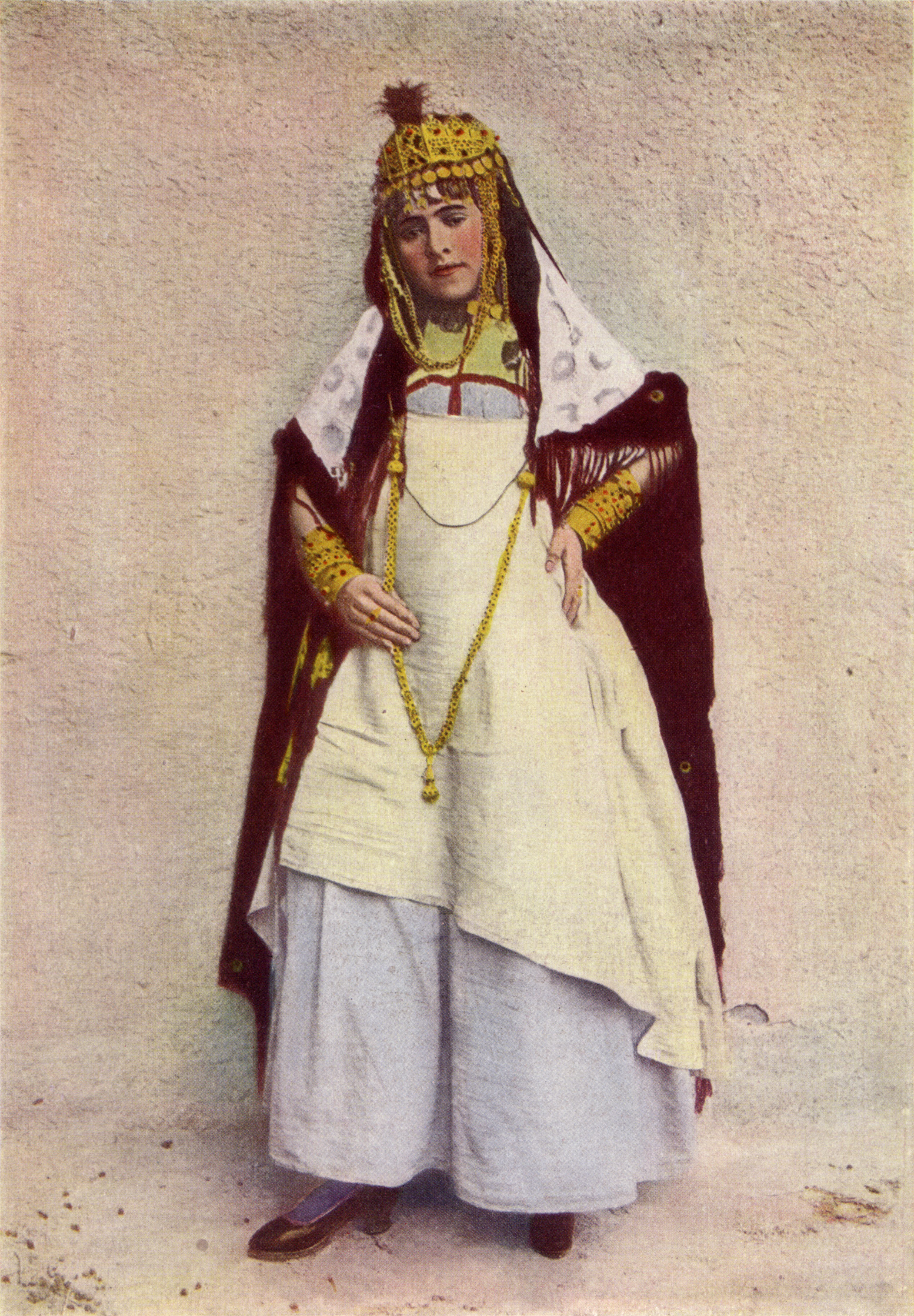
アルジェリアのカフェのダンサー（National Geographic Magazine 1917年3月号）
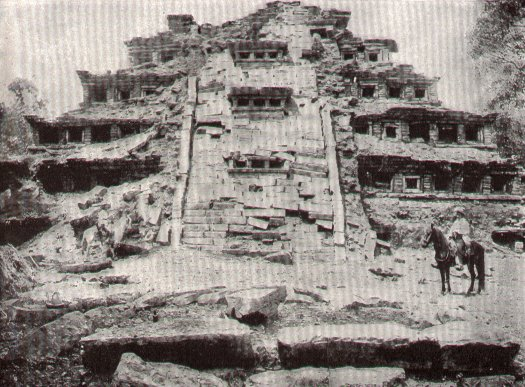
エル・タヒンの壁龕のピラミッド (National Geographic Magazine 1913年2月号)
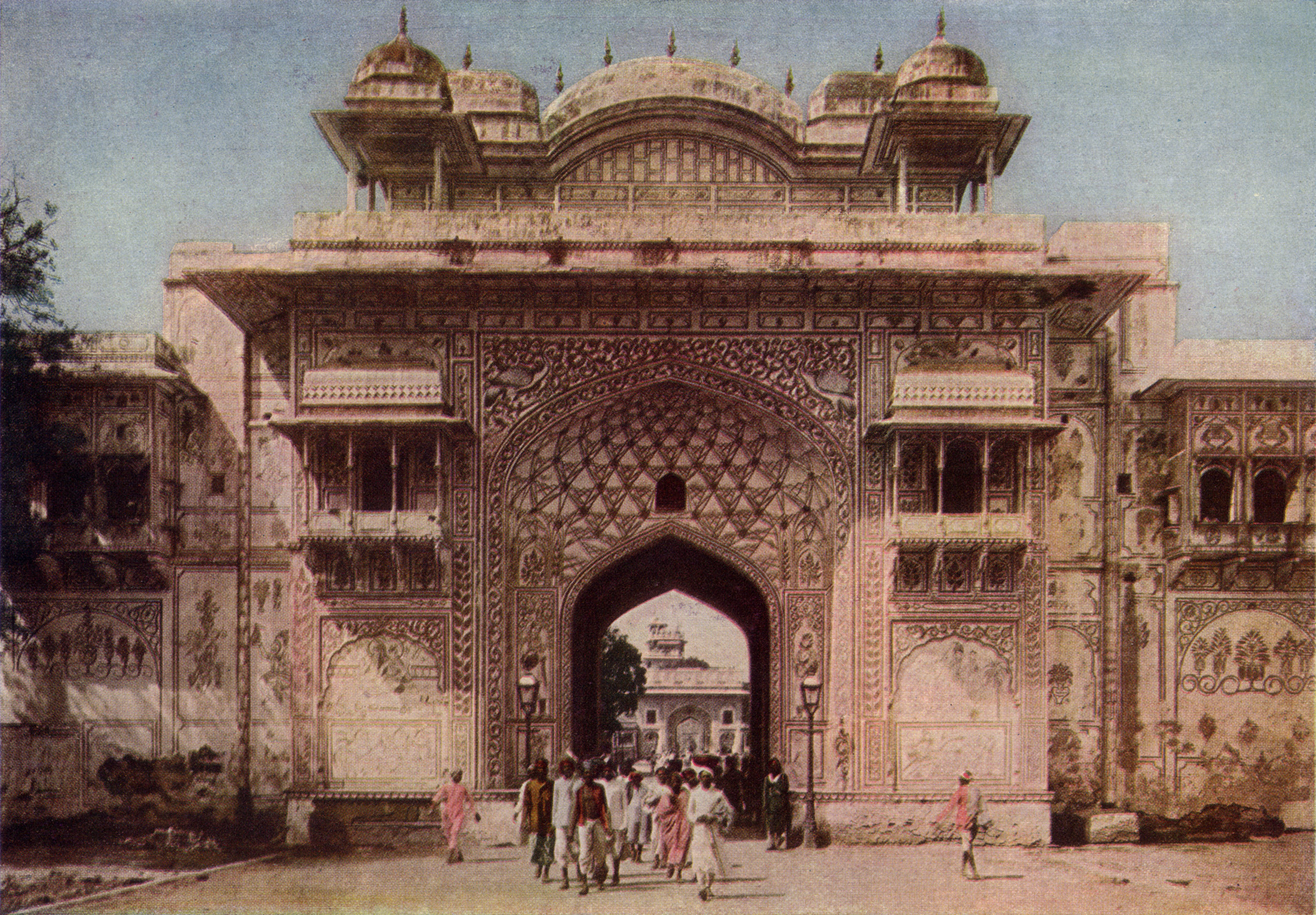
インド、ジャイプルの門（National Geographic Magazine 1917年3月号）
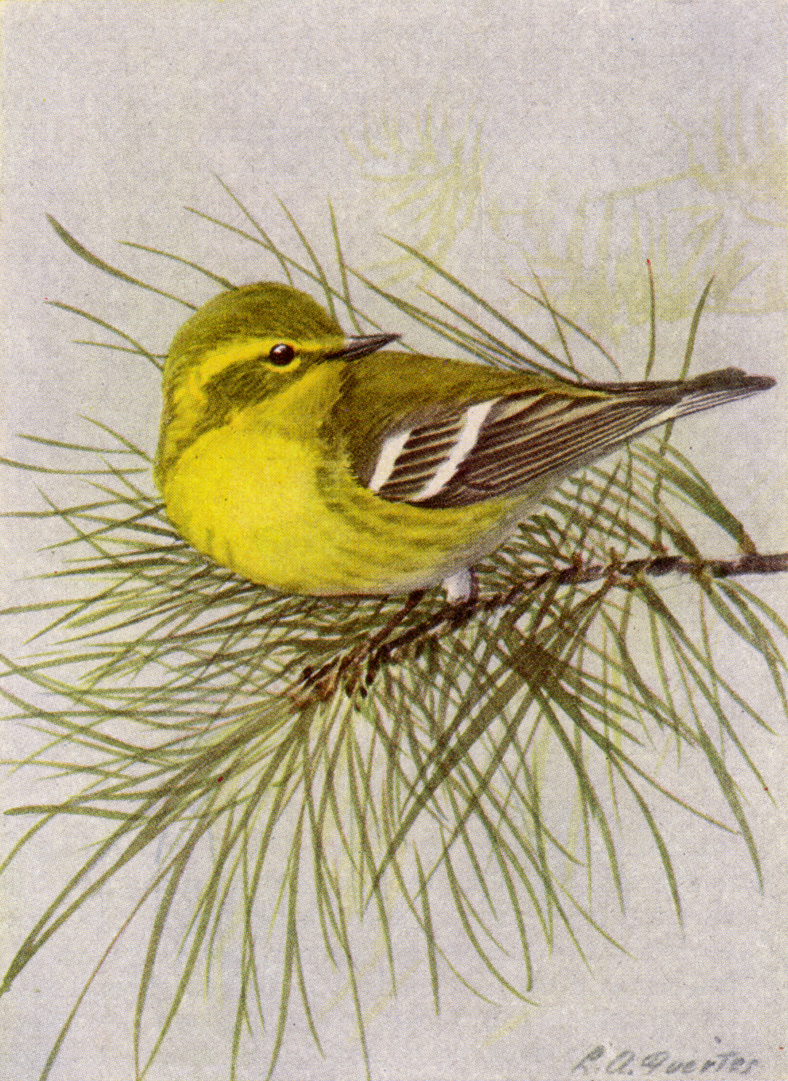
マツアメリカムシクイ（National Geographic Magazine 1917年4月号）
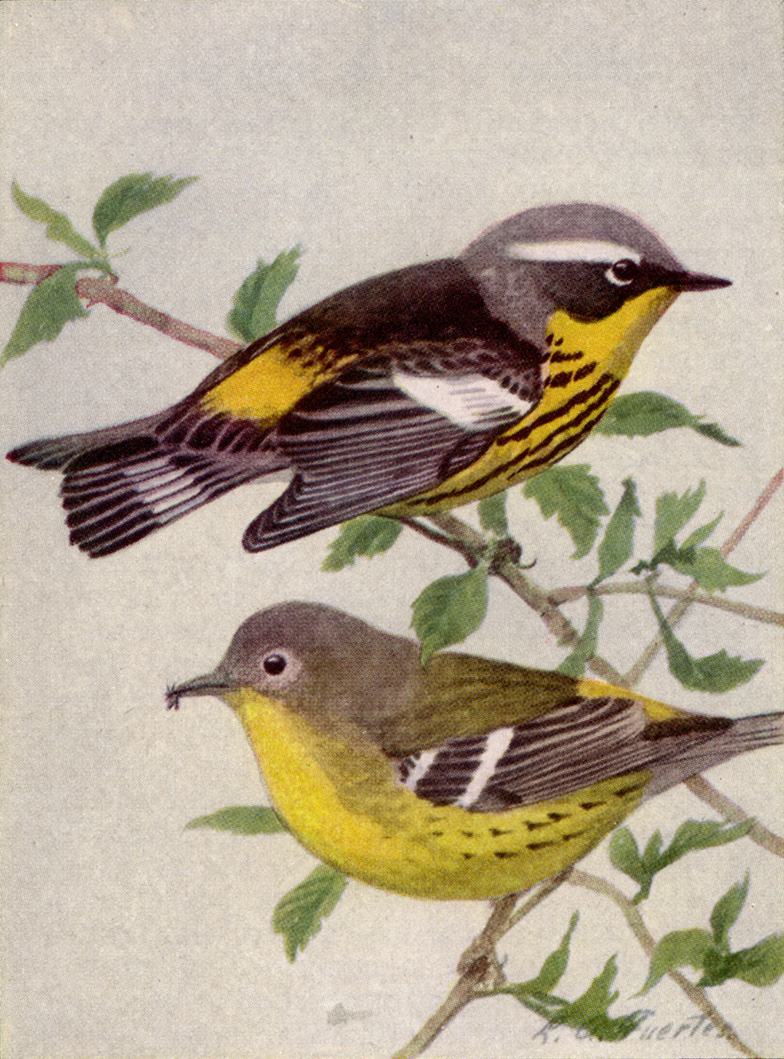
シロオビアメリカムシクイ（National Geographic Magazine 1917年4月号）
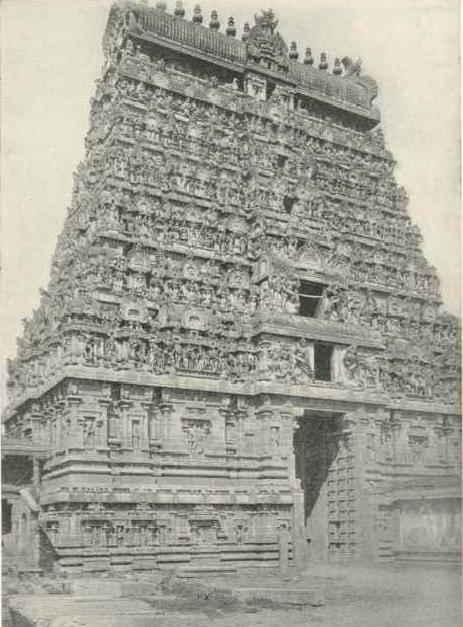
インド、ティルチラーパッリのスリランガム寺院（National Geographic Magazine 1909年11月号）
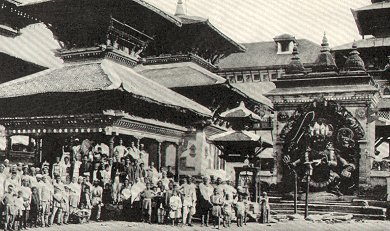
カトマンズの市場（National Geographic Magazine 1920年10月号）
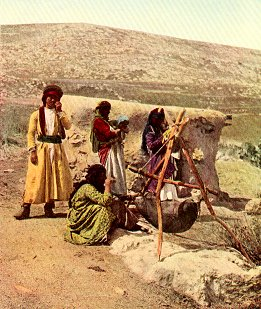
パレスチナの伝統的バター作り (National Geographic Magazine 1914年3月号)